# Ey Nr. 912

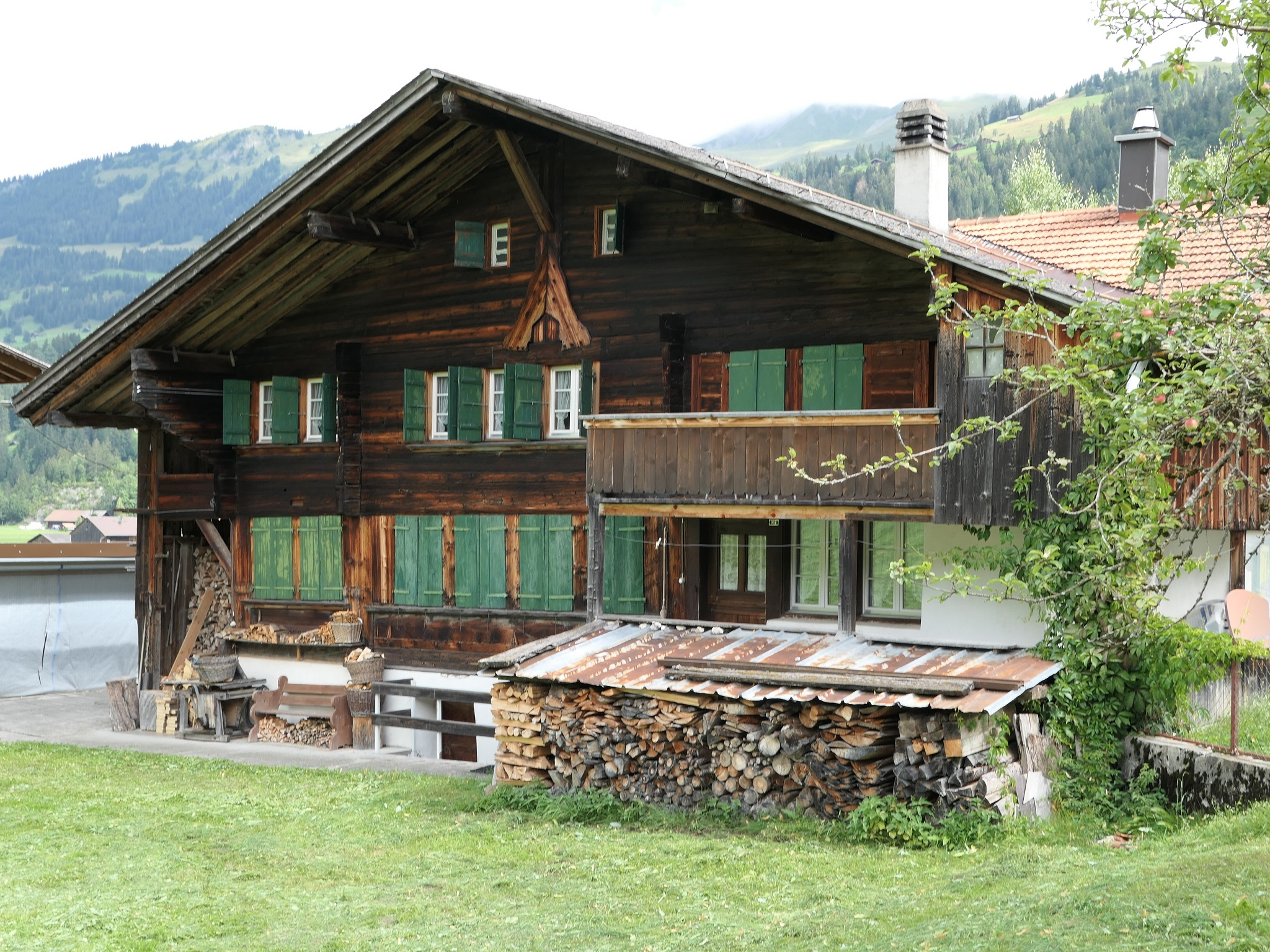
Fassade mit dem Heidenkreuz

Das Haus Ey Nr. 912 in Ey an der Lenk im Schweizer Simmental ist ein denkmalgeschütztes Simmentaler Bauernhaus vom Anfang des 16. Jahrhunderts. Es ist am Obersimmentaler Hausweg mit der Nummer «30» ausgewiesen. Das Bauernhaus mit einem mit Heidenkreuz gilt als «wertvollster Bau» in Ey. 

## Lage
Das Gebäude liegt in der Gebäudegruppe Ey im Norden der Inderi Ey, am Chrommengässli mit der Nummer «14a».

## Geschichte
Das Holzhaus wurde vor 1520 errichtet und ist das älteste Gebäude am Obersimmentaler Hausweg.
Das Gebäude wurde 1946 rückseitig um einen quergestellten Wohnhausanbau erweitert. Diese Nummer «912 A» bzw. Hausnummer «14b» wurde 1967 ausgebaut und um einen Anbau erweitert. Gleichzeitig wurde es von der Nummer «912» abgetrennt. Ein weiterer Anbau erfolgte 1969.
Das Stubengeschoss wurde im späten 19. Jahrhundert in Teilen erneuert. Im Jahr 1948 wurde eine weitere Wohnung eingebaut. Die Gadenfenster erfuhren in den 1960er Jahren eine Vergrösserung.
Im «Bauinventar» der Denkmalpflege des Kantons Bern wurde das Bauwerk 1999 als «erhaltenswert» aufgenommen. Kulturgüter-Objekte der «Kategorie C» wurden mit Stand August 2021 noch nicht veröffentlicht.

## Beschreibung
Das Bauernhaus ist nach Westen orientiert und erhebt sich über dem halbhohen Mauersockel. Das Sockelgeschoss ist ausgebaut. Das Stubengeschoss in Ständerbauweise wird durch mächtige Eckständer geprägt, es wurde im 19. Jahrhundert in Teilen erneuert. Der Gaden ist in Blockbauweise ausgeführt. Block- und Ständerbau lagern ausgesprochen breit.
Die Hauptfassade ist nicht symmetrisch angelegt. Da das Haus nur einen Raum tief ist, lag die Küche wie die beiden Stuben auf der Frontseite. Das Stubengeschoss zeigt neun Fensterachsen, vier Fenster entfallen auf die Stube in der Mitte des Hauses, zwei auf die nördliche Stube. Nach Süden folgen die Eingangstür und die zwei Fenster der Küche. Die Fenster wurden wie üblich vergrössert. Sie haben noch die alte Teilung und Fensterläden. Die vergrösserten Fenster des Gadengeschoss sind in zweier und dreier Gruppen angeordnet. Die Fensterbänke sind nicht durchgängig. Über der Küche wurde in jüngerer Zeit ein Balkon angebaut. Zwei Vorstösse sind nicht unterbrochen.
Das Dachgeschoss zeigt nur zwei kleine Fenster. Prägendes Konstruktionselement des Hauses ist das «Heidenkreuz» im Giebel. Der Firstpfosten ist mit wuchtigen Fusshölzern verstrebt. Diese spätmittelalterliche Konstruktionsweise diente der Versteifung der Giebelwand. Der mittlere Konsolbalken erfährt über dem Heidenkreuz eine Abstützung. Nur im Norden schliesst eine Blockkonsole den Gaden ab. Sonst wird das vorspringende Dach von einfachen Balken abgestützt. Die südliche Traufseite ist massiv ausgeführt und im Gaden mit Brettern verkleidet.
Trotz weitgehender Umbauten ist das Bauernhaus architektur- und konstruktionsgeschichtlich «bedeutend» und hat «hohen Alterswert». Nach dem «Bauinventar» der Denkmalpflege gilt es als «wertvollster Bau» in der Gebäudegruppe Ey. Das «Heidehus» in Ringoldingen Nr. 429 zeigt ebenfalls ein Heidenkreuz. Es wird dendrochronologisch datiert auf 1491/92 und gilt als «ein archaisches Unikum».

## Fussnoten
1. ↑  hauswege.ch: Obersimmertaler Hausweg. Haus 30, Ey, Nr. 912. (abgerufen am 19. Oktober 2021)
2. ↑  Laut Datenblatt im Bauinventar der Denkmalpflege des Kantons Bern.

Koordinaten: 46° 26′ 23,1″ N, 7° 26′ 56,2″ O; CH1903: 600791 / 143157